# A99 road
Die A99 road (englisch für Straße A99) ist eine rund 55 km lange, teilweise als Primary route ausgewiesene Straße in Schottland, die in Latheron von der A9 road abzweigt und küstennah über Wick nach John o’ Groats an der Nordostspitze Schottlands führt.

## Verlauf

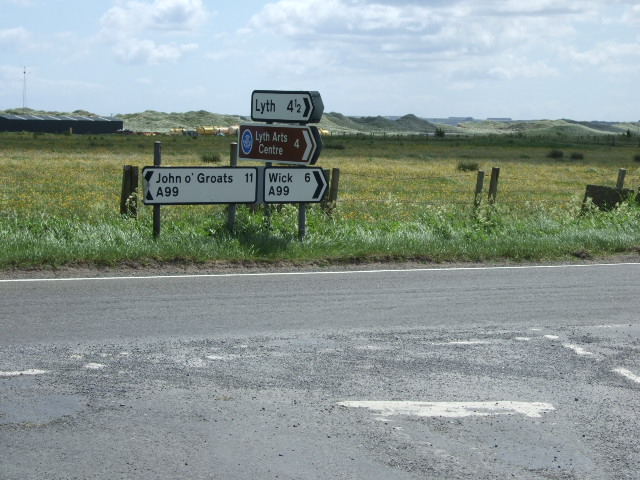
Wegweiser bei Westerloch (Aufnahme 2007)

Die Straße führt mit dieser Nummer seit 1997, seit die A9 durch das Binnenland nach Thurso geführt wird, von Latheron küstennah nach Wick, wo die A882 road Richtung Thurso abzweigt, verliert dort ihren Charakter als Primary route, schneidet die zum Noss Head führende Halbinsel ab und trifft in John o‘ Groats auf die A836 road, die parallel zur Nordküste ebenfalls nach Thurso führt. Die A99 setzt sich noch ein kurzes Stück bis zum saisonalen Fähranleger für die Personenfähre nach dem auf der Orkney-Insel South Ronaldsay gelegenen Hafen Burwick fort.